# Kronan (bryggeri)

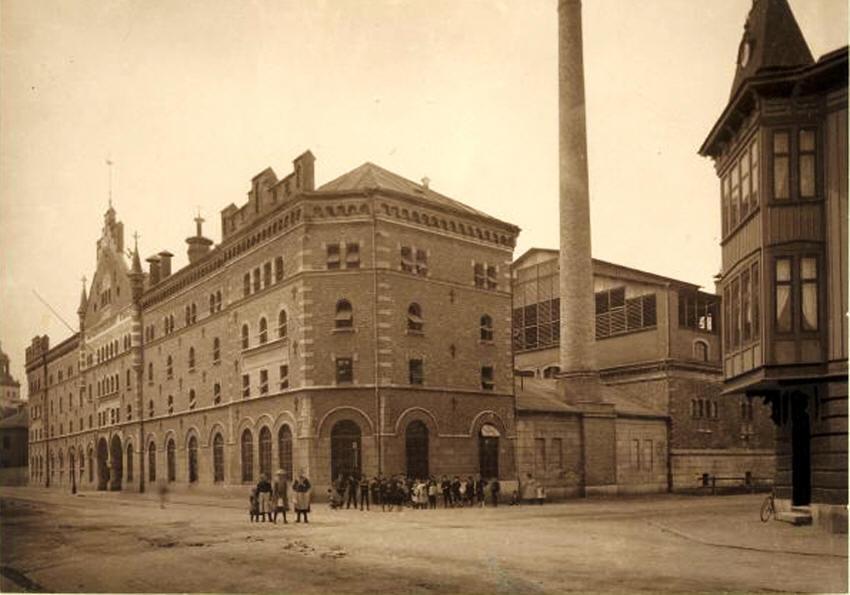
Bryggeriet Kronan

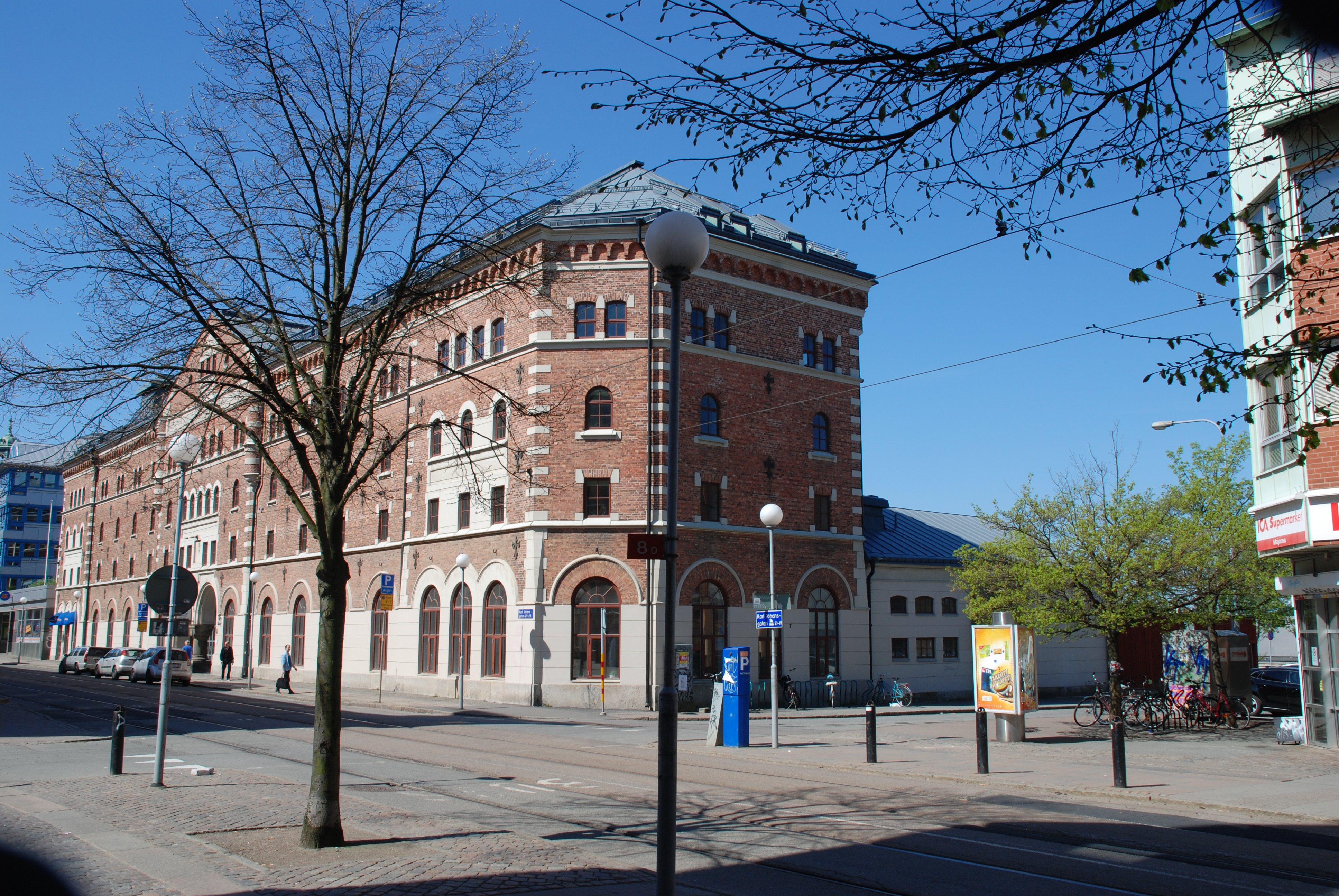
Före detta Kronans bryggeri, Karl Johansgatan 23-29, så som byggnaden ser ut år 2014.

Kronan, Bryggeri AB Kronan, var ett bryggeri i Göteborg 1891-1917. Namnet kommer av lägenheten Kronan på egendomen Sveaborg vid Majnabbe. Här låg ett gammalt, envånings trähus fram till 1902. Henrik Pripp köpte Kronan av blockmakare A.J. Petersson för att anlägga ett bryggeri. Planerna blev aldrig verklighet just där, men namnet följde med. Yrkesskickligheten hos Henrik Pripp och de goda möjligheterna till riskkapital genom familjen Röhss, var två viktiga faktorer bakom bryggeriets snabba utveckling. Produkterna var främst Bayerskt öl, pilsner och svagdricka. Bolagets ändamål beskrivs 1901 som "att tillverka öl, andra maltdrycker och kolsyrade drycker samt drifva handelsrörelse." Bolagsordning fastställdes den 24 april 1891, och aktiekapital var 900 000 kronor. Styrelsen bestod samma år av: "Herrar handl. J.A.A. Röhss, handl. Chr.A.A. Röhss, varvsdisponenten G. Douglas Kennedy, ingeniören J.Chr.H. Pripp. Suppleanter: A.B. Heljestrand och J.C.H. Lyon."

## Historia
Initiativtagare var August och Christian Röhss, George Douglas Kennedy (1850-1916) samt Henrik Pripp (1861-1921), med den senare som verkställande direktör. Det ursprungliga aktiekapitalet var på 300 000 kronor, varav August och Christian Röhss tecknade 190 000 kronor, Henrik Pripp 100 000 och George Douglas Kennedy 10 000 kronor. Senare tillsköt i huvudsak August Röhss 600 000 kronor. Bolaget konstituerades den 11 maj 1891, och verksamheten skulle bestå i att "tillverka öl och andra maltdrycker, kolsyrade drycker, samt att företaget skulle bedriva handelsrörelse."
Bryggeriet etablerades på Sågängen vid Karl Johansgatan 23-29 i 10:e och 11:e kvarteret i Majornas 2:a rote. Skälet till att man valde Majorna som etableringsområde, anses vara att stadsdelen var mycket expansiv, de goda transportmöjligheterna samt läget vid älven. De två tomterna köptes för 127 500 kronor. Arkitekt för det nya bryggeriet var J.E. Billing och byggmästare var F.O. Peterson. Stockholmsbaserade Alwin Jacobi levererade maskinparken. Bryggmästare blev Ludvig Hansen, som anställdes på fem år. Bland annat mälteri, bryggeri, maskinhus, lagerkällare och tapphus, stod klart 1892. Men även arbetarbostäder och stallbyggnader. Vattenförsörjningen blev i starten ett problem, där borrande på tomten efter vatten gav negativt resultat. En sugledning från älven arrangerades då, men ersattes senare av att man anslöt sig till "Göteborgs Wattenledning" (Kallebäcks källa). Bryggmästare Hansen tycks inte ha hållit måttet samt "...ej fullgjort sina åligganden." Redan 1893 ersattes han av Adolf Heljestrand från Stockholm.
Göteborgshistorikern C.R.A. Fredberg skildrar 1902 bryggeriets in- och utsida:

"Bryggeriet, som är en verklig mönsteranläggning, omtattar tvänne huvudbyggnader, af hvilka den ena innehåller följande rum: till venster om den ståtliga dubbelportalen, prydd af väldiga granitpelare och ett par massiva, konstrikt arbetade portar af fasoneradt smidesjern, befinnes mälteriet /.../ Till höger om porten ligger först brygghuset, försedt med taillesgolv och det deri placerade bryggverket, som med sina blankpolerade kopparrör och metalldelar gör på den besökande ett imposant intryck."
Uppstart av verksamheten skedde den 20 september 1892. Under februari 1893 kom Kronans maltdrycker ut på marknaden. Bolaget redovisade för verksamhetsåret 1893 en förlust på 8 768 kronor. Man exporterade även sina produkter och år 1900 hade man 150 anställda, varav 50 var kvinnor. Tillverkningen uppgick detta år till över 50 000 hektoliter, med en vinst på 200 000 kronor.
Verksamheten expanderade kraftigt de första åren, och redan 1896 uppfördes ytterligare en stenbyggnad bredvid kontoret samt en ny kölna. Mälteriet byggdes till samma år. Försäljningsområdet sträckte sig nu från Strömstad i norr till Alingsås i nordost. Fler tillbyggnader skedde år 1900, då man även investerade i ytterligare två kylskepp. I planerna för framtida expansion, ingick ett förvärv av tomterna 36 och 37 vid Allmänna vägen i Majornas 3:e rote.
Kronans tillverkningsvärde var 1 050 000 kronor år 1901, att jämföra med Pripps 924 500 kronor för samma år. Företaget blev därmed en stark konkurrent till Pripps. Louis Frænckel utsågs att leda förhandlingarna med Kronan om ett uppköp, och för 1 860 375 kronor förvärvade denne Kronan år 1902. Vissa villkor stipulerades: AB Wicanders korkfabrik fick under fem år ensamrätt och Göteborgs Handelsbank skulle sköta Kronans bankaffärer. Den 5 december samma år köpte AB Pripp & Son hela aktiestocken. C. Röhss och G.D. Kennedy fick dock behålla var sin stamaktie. Det finns inga kända uppgifter om varför bryggeriet blev till salu.
Styrelsen bestod 1899 av: August Röhss (ordförande), G.D. Kennedy (ledamot), Christian Röhss (ledamot), Henrik Pripp (ledamot), Carl Lyon (suppleant) och Adolf Heljestrand (suppleant).
Bryggeriet lades ned 1917, då också fastigheten vid Karl Johansgatan såldes till Göteborgs Livsmedelsnämnd för lagring av livsmedel i samband med första världskriget.
Åren 1925-66 låg Majornas polisstation i de gamla bryggerilokalerna. I andra delar av byggnaden hade Systembolaget lager, och i Majornas sporthall lade Ingemar Johansson grunden till sin boxningskarriär.